# Mar-Moussa
Mar-Moussa (arabe : مار موسى), (parfois écrit MarMoussa) est un village au Liban situé dans le Caza du Metn. Le village est situé à 25 km de la capitale libanaise Beyrouth à une altitude variant entre 900 et 1 150 mètres.

## Histoire
En 1753, un groupe de moines libanais construisent le monastère de Mar Moussa Al-Habshi sur un terrain donné par une femme de Zaroun (nommée Najmat Khattar) ; En 1871, un groupe de moines libanais a construit le monastère actuel sur les vestiges de l'ancien sanctuaire. Lors des années subséquentes, des familles migrantes de Jbeil, Chbaniyé, et Bikfaya s'installèrent dans la région, où elles furent employées à cultiver les récoltes des terres du monastères. La communauté a donc augmenté graduellement pour constituer ce qui deviendra le village du nom de Mar Moussa Ed-Douar. Puis, avec le temps des villas ont été construites sur cette colline pleine de pins.

## Démographie
Les habitants de MarMoussa sont dans leur grande majorité Maronites.[réf. nécessaire]

## Résidents célèbres
- Nassib Sleiman Sakr (1907-1982) : fut élu Maire du village en 1931.
- Nassib Youssef Sakr (1930s-1985) : fondateur et Président de la municipalité de Mar-Moussa en 1965.
- Mgr Augustin Chayban : prêtre et professeur, fondateur d'églises et d'écoles maronites à Dakar, Sénégal.
- Sgt. Joseph C. Hajj: (1976-2000) : sergent de l'Armée libanaise tuée lors des combats contre des insurgés au Nord-Liban.

## Notes et références

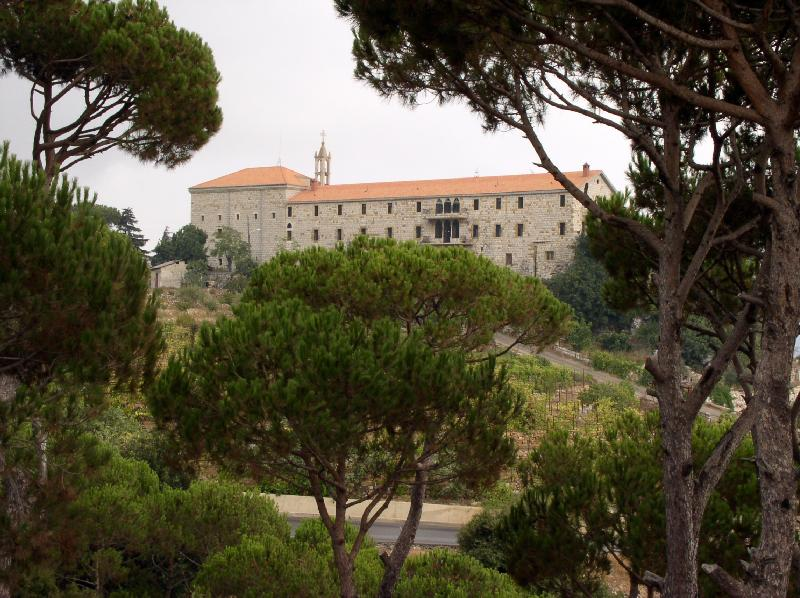
Monastère de Mar Moussa